# 729 TCN
729 TCN là một năm trong lịch La Mã.